# Gyrtona conglobalis
Gyrtona conglobalis là một loài bướm đêm trong họ Noctuidae.